# 608 TCN
608 TCN là một năm trong lịch La Mã.